# Roquemaure (Gard)
Roquemaure è un comune francese di 5 531 abitanti (nel 2020) situato nel dipartimento del Gard, nella regione dell'Occitania, sulla riva destra del fiume Rodano. Fa parte del Grand Avignon.
Il comune ha conosciuto una fase di grande crescita demografica dal 1962.
Ci sono in totale cinque monumenti classificati come monumenti storici: il municipio, la Casa del Cardinale, il castello, la torre quadrata e la collegiata di San Giovanni Battista.

## Società

### Evoluzione demografica
Abitanti censiti

## Clima
Il clima locale è considerato mediterraneo, con inverni miti, estati calde, un sole forte e forti venti frequenti.